# In der Tundra (Lied)
In der Tundra (russ. „По ту́ндре“, alternativer Titel: „Der Zug Workuta-Leningrad“, russ. „По́езд Воркута́-Ленингра́д“) ist eines der bekanntesten russischen Gefangenenlieder aus der späten Stalinära.

## Geschichte
Die Melodie des Liedes wurde einem älteren Lied aus dem kriminellen Milieu mit dem Titel „Die Tochter des Staatsanwalts“ entlehnt. Neben „Der Hafen von Wanino“ (russ. „Ванинский порт“) und „Schritt nach Norden“ (russ. „Этапом на Север“) handelt es sich dabei um eines der bekanntesten Stücke dieses Genres. Es sind viele Varianten des Textes im Umlauf, bei der RAO (russ. РАО (Российское авторское общество, dt. „Russische Gesellschaft der Autoren“)) sind die Rechte am Lied allerdings unter dem Namen Grigori Schurmak eingetragen.
Das Lied tauchte in der zweiten Hälfte der 1940er Jahre auf und stellt eine Art tragische Hymne der Verurteilten dar. In den dreißiger Jahren und zu Beginn der vierziger Jahre waren erfolgreiche Gefängnisausbrüche selten, da sie gewöhnlich mit brutalen Mittel verhindert wurden – die Flüchtenden wurden einfach erschossen. Mit der Ankunft früherer Insassen der Kriegsgefangenenlager der Nationalsozialisten und früherer nationalistischer Aufständischer, überwiegend Ukrainern, in den Gulags, wurden Ausbrüche zu einem ernsten Problem. Das Lied thematisiert den Drang nach Freiheit und den Hass auf die Bewacher.

## Interpreten
- Arkadi Sewerny
- Mikhail Gulko
- Walentin Gaft zusammen mit Oleg Basilaschwili im Film „Versprochene Himmel“ (russ. „Небеса обетованные“)
- Andrei Makarewitsch zusammen mit Aleksei Koslow auf dem Album „Pionerskie i blatnye pesni“ (russ. „Пионерские и блатные песни“)
- Juri Nikulin zusammen mit Eduard Uspenski in der Unterhaltungssendung „Weißer Papagei“ (russ. Белый попугай)
- Alexandr Filippenko
- Die Gruppe „Gulag Tunes“ auf dem Album „Melodien und Rhythmen des Gulags“ (russ. „Мелодии и ритмы Гулага“)